# Шодерон (мост)
Мост Шодеро́н (также Шодерон-Монбенон) — арочный мост через долину реки Флон в швейцарском городе Лозанне. Соединяет площадь Шодерон с вокзалом через проспект Луи-Рюшоне. Памятник федерального значения.
В XIX веке в этом районе существовал каменный мост, исчезнувший к 1913 году. Автором проекта нового моста выступил лозаннские архитекторы Альфонс Лаверрьер и Эжен Моно, выигравший муниципальный конкурс в 1901 году. Строительство моста велось с 1904 по 1905 годы.
Мост состоит из 6 железобетонных арок, с пролётами по 28,7 м каждая. Арочные конструкции разделяет кирпичная кладка. По краям моста установлены пилоны.